# Jim Hunter
James Douglas (Jim) Hunter (26 april 1932 - Brantford, 25 augustus 2019) was een Canadees syndicalist.

## Levensloop
Hunter was aanvankelijk werkzaam bij de Canadian National Railway.
Later werd hij voorzitter van de Canadian Brotherhood of Railway, Transport and General Workers (CBRT&GW). Onder zijn bestuur fusioneerde deze CLC-vakcentrale op 1 juni 1994 met de Canadian Auto Workers (CAW).
Daarnaast werd hij op het 35ste ITF-congres te Luxemburg in opvolging van de Oostenrijker Fritz Prechtl verkozen tot voorzitter, een functie die hij uitoefende tot 1994. Hij werd in deze hoedanigheid opgevolgd door de Duitser Eike Eulen.